# مايك داوني
مايك داوني (بالإنجليزية: Mike Downey)‏ (9 أغسطس 1951 – 12 يونيو 2024) هو كاتب العمود وصحفي أمريكي، ولد في 9 أغسطس 1951.